# Das optimale Leben
Das optimale Leben ist das dritte Studioalbum der deutschen Chanson- und Popsängerin Annett Louisan, das im August 2007 erschien.

## Entstehung und Veröffentlichung
Die Erstveröffentlichung von Das optimale Leben erfolgte am 31. August 2007 bei 105music. Das Album erschien in seiner Originalausführung als CD und Download mit 15 Titeln (Katalognummer: 105 88697 136902). Am 23. November desselben Jahres erschien die sogenannte „Tour Edition 2007/2008“ mit der Bonus-DVD 3sat Festival / Konzert mit Filmorchester Babelsberg (Katalognummer: 105 88697 20518 2).
Geschrieben und produziert wurden alle Lieder von Frank Ramond. Während er für die Produktion alleine verantwortlich zeichnete, bekam er beim Schreibprozess zumeist von Koautoren Unterstützung. Louisan selbst war beim Schreibprozess von sieben Liedern beteiligt.

## Titelliste
| Nr.          | Titel                                         | Autor(en)                                                   | Produzent(en) | Länge |
| ------------ | --------------------------------------------- | ----------------------------------------------------------- | ------------- | ----- |
| 1.           | Das alles wär nie passiert                    | Frank Ramond, Matthias Hass, Hardy Kayser, Annett Louisan   | Frank Ramond  | 3:17  |
| 2.           | Kleine Zwischenfälle                          | Frank Ramond, Annett Louisan                                | Frank Ramond  | 2:49  |
| 3.           | Was haben wir gesucht?                        | Frank Ramond, Matthias Hass, Annett Louisan                 | Frank Ramond  | 3:41  |
| 4.           | Er                                            | Frank Ramond, Matthias Hass                                 | Frank Ramond  | 3:15  |
| 5.           | Die Wahrheit                                  | Frank Ramond, Hardy Kayser                                  | Frank Ramond  | 3:13  |
| 6.           | Wenn man sich nicht mehr liebt                | Frank Ramond, Matthias Hass, Maren Stiebert, Annett Louisan | Frank Ramond  | 3:18  |
| 7.           | Ich liebe dich (Ich ...be dich)               | Frank Ramond, Matthias Hass, Hardy Kayser                   | Frank Ramond  | 3:03  |
| 8.           | Die sein                                      | Frank Ramond, Hardy Kayser, Annett Louisan                  | Frank Ramond  | 3:13  |
| 9.           | Mein innerer Schweinehund (feat. Die Prinzen) | Frank Ramond                                                | Frank Ramond  | 3:09  |
| 10.          | Gendefekt                                     | Frank Ramond, Matthias Hass                                 | Frank Ramond  | 3:11  |
| 11.          | Unbekümmert                                   | Frank Ramond, Matthias Hass, Maren Stiebert, Annett Louisan | Frank Ramond  | 3:15  |
| 12.          | Rosenkrieg                                    | Frank Ramond, Hardy Kayser                                  | Frank Ramond  | 3:30  |
| 13.          | Dings                                         | Frank Ramond, Matthias Hass, Hardy Kayser                   | Frank Ramond  | 3:23  |
| 14.          | Ende Dezember                                 | Frank Ramond, Matthias Hass, Annett Louisan                 | Frank Ramond  | 3:52  |
| 15.          | Der kleine Unterschied                        | Frank Ramond, James Last, Hardy Kayser                      | Frank Ramond  | 3:10  |
| Gesamtlänge: | Gesamtlänge:                                  | Gesamtlänge:                                                | Gesamtlänge:  | 49:19 |

## Rezeption

### Rezensionen
Für Artur Schulz, Musikkritiker von laut.de, befand: „[…] Von Routine-Leerlauf und lieblosem Erfolgs-Abklatsch ist aber so gut wie nichts auffindbar auf "Das Optimale Leben": Dazu sind Songs und Ausführung einfach zu originell, spannend und beseelt.“

### Mediale Verwendung
Für Leander Haußmanns Filmkomödie Warum Männer nicht zuhören und Frauen schlecht einparken, aus dem Jahr 2007, diente Titel Der kleine Unterschied als Soundtrack.

## Kommerzieller Erfolg

### Chartplatzierungen
| ChartsChartplatzierungen | Höchstplatzierung | Wochen |
| ------------------------ | ----------------- | ------ |
| Deutschland (GfK)        | 2 (34 Wo.)        | 34     |
| Österreich (Ö3)          | 6 (10 Wo.)        | 10     |
| Schweiz (IFPI)           | 7 (9 Wo.)         | 9      |

| ChartsJahrescharts (2007) | Platzierung |
| ------------------------- | ----------- |
| Deutschland (GfK)         | 62          |

### Auszeichnungen für Musikverkäufe
| Land/Region        | Auszeichnungen für Musikverkäufe (Land/Region, Auszeichnung, Verkäufe) | Verkäufe |
| ------------------ | ---------------------------------------------------------------------- | -------- |
| Deutschland (BVMI) | Platin                                                                 | 200.000  |
| Österreich (IFPI)  | Gold                                                                   | 10.000   |
| Insgesamt          | 1× Gold · 1× Platin ·                                                  | 210.000  |